# Februar 1985
Portal Geschichte | Portal Biografien | Aktuelle Ereignisse | Jahreskalender | Tagesartikel

◄ |
19. Jahrhundert |
20. Jahrhundert
| 21. Jahrhundert

◄ |
1950er |
1960er |
1970er |
1980er
| 1990er | 2000er | 2010er | ►

◄ |
1981 |
1982 |
1983 |
1984 |
1985
| 1986 | 1987 | 1988 | 1989 | ►

◄ |
November 1984 |
Dezember 1984 |
Januar 1985 |
Februar 1985 |
März 1985 |
April 1985 |
Mai 1985 |
►
Dieser Artikel behandelt aktuelle Nachrichten und Ereignisse im Februar 1985.

## Tagesgeschehen

### Freitag, 1. Februar 1985
- Boston/Vereinigte Staaten: Am Logan International Airport hebt das erste Flugzeug zu einem Flug nach ETOPS-Regeln ab, eine Boeing 767 der Fluggesellschaft Trans World Airlines mit Ziel Paris. Laut ETOPS dürfen die Piloten in zweistrahligen Flugzeugen ihre Route über den Atlantik eigenmächtig ändern, da die Wahrscheinlichkeit von Abstürzen nach dem Ausfall eines Triebwerks gesunken ist. Atlantiküberquerungen werden damit für die Airlines billiger.[1]
- Gauting/Deutschland: Mitglieder der Terroristischen Vereinigung Rote Armee Fraktion fügen dem Vorstandsvorsitzenden der Motoren- und Turbinen-Union München AG Ernst Zimmermann in dessen Haus tödliche Schussverletzungen zu. Der Manager wird vermutlich ermordet, weil er in der Rüstungsindustrie eine führende Tätigkeit ausfüllte.[2]
- Nuuk/Dänemark: Die autonome Insel Grönland wird „assoziiertes überseeisches Land“ der Europäischen Gemeinschaften (EG) und Handelspartner in einer Zollunion mit den EG-Mitgliedstaaten.[3]

### Montag, 4. Februar 1985

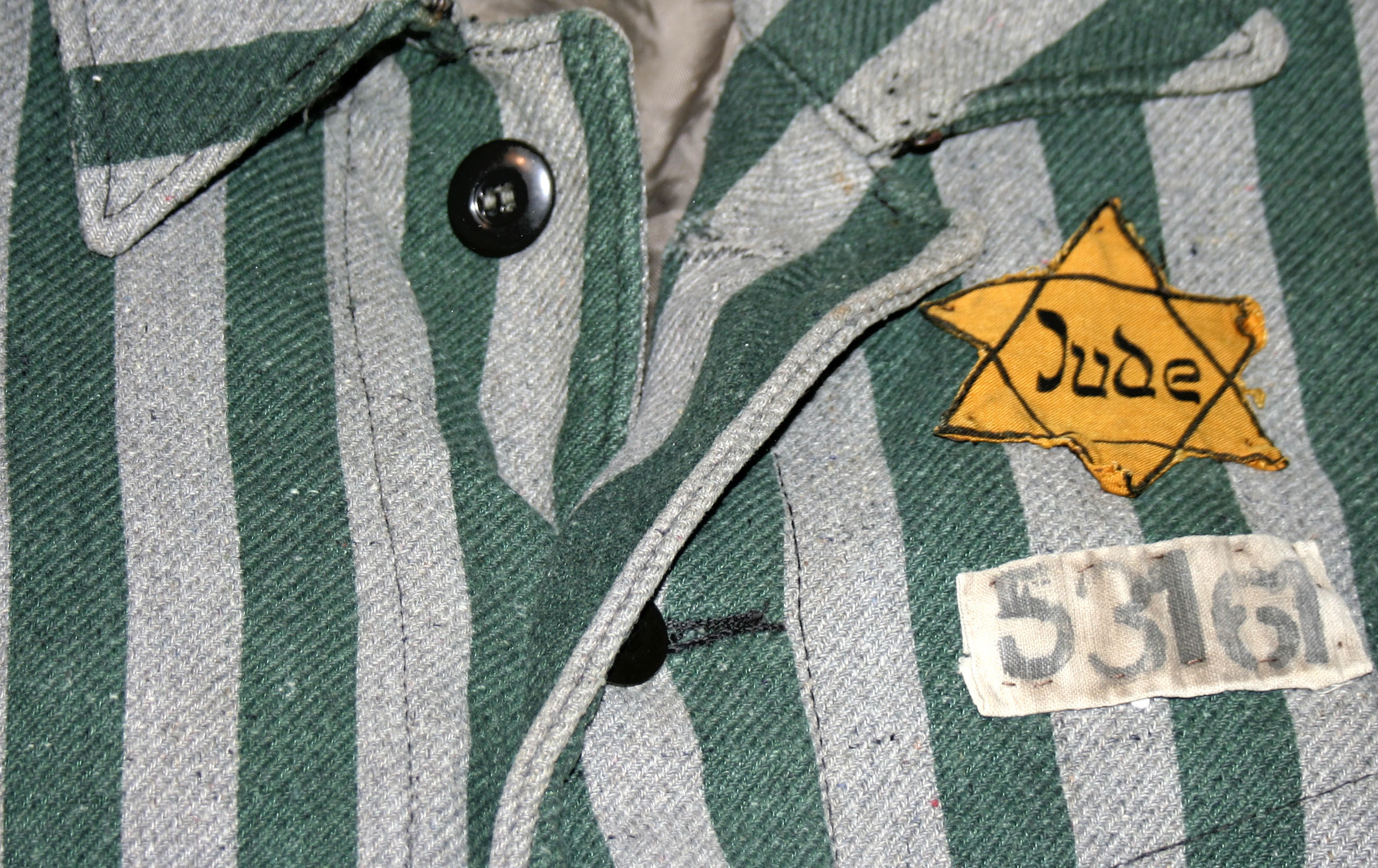
Kleidung der Insassen von Auschwitz-Birkenau

- Essen/Deutschland: Die Deutsche Gesellschaft für Wiederaufarbeitung von Kernbrennstoffen plant nicht länger, eine Wiederaufarbeitungsanlage im Umland der niedersächsischen Stadt Gorleben zu errichten. Dort formierten sich massive Proteste gegen das Vorhaben. Neuer Standort der Wahl ist Wackersdorf in der Oberpfalz.[4]
- Jerusalem/Israel: In der Shoa-Gedenkstätte Yad Vashem beginnt das dreitägige Mengele-Tribunal unter der Losung: „Ich klage an.“ Die leitende Kommission aus Gideon Hausner, Telford Taylor und Simon Wiesenthal fordert 29 Zeugen zu detaillierten Aussagen über die Praktiken des Lagerarztes Josef Mengele im KZ Auschwitz-Birkenau auf. Ob der Angeklagte selbst noch am Leben ist, kann nicht festgestellt werden.[5]
- Las Vegas/Vereinigte Staaten: Der landesweit bekannte Phantomspieler begeht Selbstmord. William Lee Bergstrom setzte 1980 in Las Vegas beim Würfelspiel 777.000 US-Dollar in bar und gewann, 1984 setzte er zunächst 538.000 US-Dollar und gewann erneut, aber zu einem späteren Zeitpunkt setzte er eine Million US-Dollar und verlor.[6]

### Dienstag, 5. Februar 1985
- Gibraltar, La Línea de la Concepción/Spanien: Spanien gibt nach über 15-jähriger Sperre die Straßenverbindung zum Britischen Überseegebiet Gibraltar wieder frei, das es unverändert als Teil des eigenen Territoriums betrachtet.[7]

### Donnerstag, 7. Februar 1985
- Bormio/Italien: Bei der 28. Alpinen Ski-Weltmeisterschaft gewinnt Markus Wasmeier aus Oberbayern den Wettbewerb im Riesenslalom. Es ist Wasmeiers erster Sieg in einem olympischen, WM- oder Weltcup-Lauf. Bei der Siegerehrung verwechselt der Veranstalter die Nationalhymne der BRD Das Lied der Deutschen mit der Nationalhymne der DDR Auferstanden aus Ruinen.[8]

### Montag, 11. Februar 1985
- Amman/Jordanien: König Hussein und die Führungsperson der Palästinensischen Befreiungsorganisation (PLO) Jassir Arafat vereinbaren eine Zusammenarbeit bei Verhandlungen mit Israel über die Beilegung des Nahostkonflikts. Ihr Standpunkt ist, dass Israel seine Präsenz in den besetzten Gebieten, einschließlich der Stadt Jerusalem, beenden muss. Die PLO und Hussein galten bisher als Kontrahenten, da die PLO 15 Jahre zuvor gewaltsam den Sturz des Königs herbeiführen wollte.[9][10]
- Reichertshofen/Deutschland: In Oberbayern stößt ein doppelstöckiger Reisebus mit 43 Musikern der Luftstreitkräfte des Vereinigten Königreichs an Bord auf der Bundesautobahn 9 gegen einen Tank-Lastzug. Durch den Mittelgang des Busses fährt ein Feuerstrahl, der mehrere Insassen augenblicklich tötet. 18 Menschen kommen bei dem Unfall ums Leben und 24 weitere werden mit teilweise schweren Verbrennungen notversorgt.[11]

### Dienstag, 12. Februar 1985
- München/Deutschland: Die Max-Planck-Gesellschaft meldet ein Patent an über ein Verfahren, mit dem mittels Magnetresonanztomographie gescannte Objekte „in Echtzeit“ in Graustufen-Bilder umgerechnet werden. Das digitale bildgebende Verfahren wurde von Forschern der Universität Göttingen entwickelt.[12][13]

### Mittwoch, 13. Februar 1985

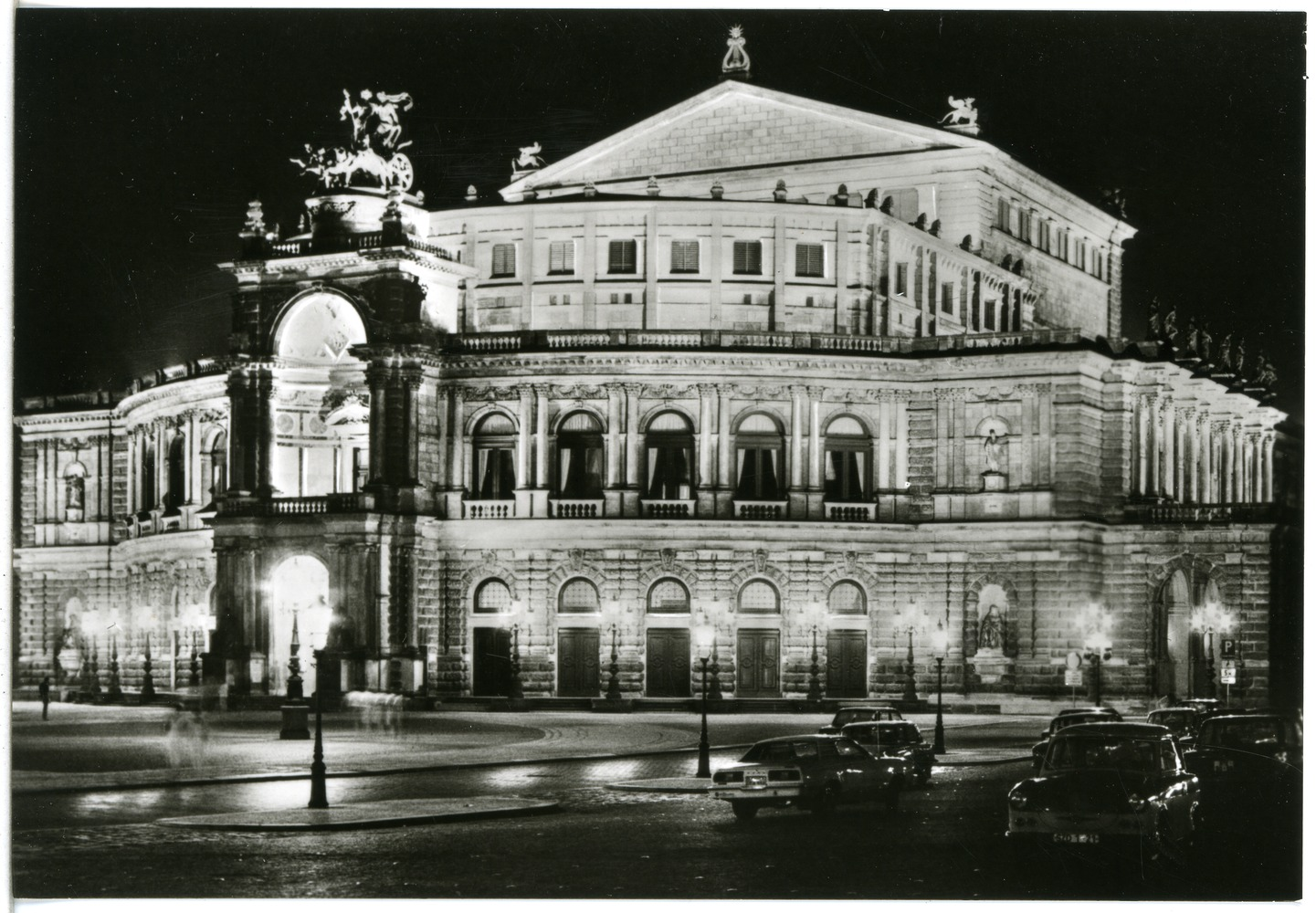
Semperoper, dritter Bau

- Dresden/Deutschland: Die originalgetreu rekonstruierte Semperoper von 1878 wird mit dem Stück Der Freischütz von Carl Maria von Weber wiedereröffnet. Es war das letzte Werk, das vor der Schließung 1944 aufgeführt wurde.[14]

### Freitag, 15. Februar 1985
- Berlin/Deutschland: Die 35. Internationalen Filmfestspiele Berlin werden mit dem Film 2010: Das Jahr, in dem wir Kontakt aufnehmen von Regisseur Peter Hyams eröffnet.[15]
- Moskau/Sowjetunion: Anatoli Karpow aus der Sowjetunion und sein Landsmann Garri Kasparow spielen in 48 Partien ergebnislos um den Titel des Schachweltmeisters. Der Präsident des Internationalen Schachverbands FIDE stellt eine Änderung des Regelwerks in Aussicht.[16]

### Dienstag, 19. Februar 1985
- London/Vereinigtes Königreich: Der Fernsehsender BBC One startet die Ausstrahlung der Seifenoper EastEnders.[17]
- Washington, D.C./Vereinigte Staaten: Der Oberste Gerichtshof schließt den zehnten Zusatzartikel zur Verfassung der Vereinigten Staaten von der Rechtsprechung aus. Der Artikel besagt, dass den Bundesstaaten oder dem Volk all jene Machtbefugnisse zukommen, die die Verfassung nicht regelt. Im konkreten Fall entscheiden die Richter hingegen, dass der Kongress befugt ist, über die Rechtmäßigkeit der Lohn- und Arbeitszeitregelungen der Nahverkehrsgesellschaft in San Antonio, Texas, zu entscheiden.[18]
- Lea-Artibai/Spanien: Ein Flugzeug vom Typ Boeing 727 der heimischen Fluggesellschaft Iberia auf dem Linienflug 610 vom Flughafen Madrid-Barajas zum Flughafen Bilbao geht zu früh in den finalen Sinkflug und verliert nach der Kollision mit den Rundfunkmasten auf dem Monte Oiz seine linke Tragfläche. Beim Absturz der Maschine sterben alle 148 Insassen.[19]

### Samstag, 23. Februar 1985

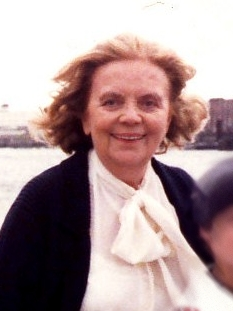
Heidi Kabel

- Berlin/Deutschland: Heidi Kabel wird für ihre Arbeit im Ohnsorg-Theater Hamburg mit der Goldenen Kamera ausgezeichnet.[20]
- Saarbrücken/Deutschland: Die Delegierten des FDP-Parteitags wählen Martin Bangemann zum Nachfolger Hans-Dietrich Genschers im Amt des Parteivorsitzenden. Zudem bespricht die Partei die Vorlage des Liberalen Manifests, das die Wirtschaftspolitik zum Kernthema der FDP machen will.[21][22]

### Dienstag, 26. Februar 1985
- Berlin/Deutschland: Die Jury der 35. Internationalen Filmfestspiele Berlin zeichnet die Filme Die Frau und der Fremde von Regisseur Rainer Simon und Wetherby von David Hare als beste Beiträge des Festivals mit dem Goldenen Bären aus.[23]
- Los Angeles/Vereinigte Staaten: Bei den 27. Grammy Awards wird der amerikanische Allround-Musiker Prince zweimal für das Album Purple Rain und einmal für das Lied I Feel for You ausgezeichnet.[24]